# Osiedle Kościuszki (Wyszków)
Osiedle Kościuszki – osiedle w środkowej części Wyszkowa (województwo mazowieckie).
Osiedle Kościuszki znajduje się w centralnej części miasta, znajduje się tu zarówno zabudowa jednorodzinna jak i wielorodzinne bloki wybudowane w technologii wielkiej płyty. Punkty handlowe i usługowe są w większości zlokalizowane wzdłuż ulicy Świętojańskiej (dawniej I Armii Wojska Polskiego) oraz ulicy Ignacego Daszyńskiego. 